# Cabezo Beaza
Cabezo Beaza är en kulle i Spanien.   Den ligger i provinsen Murcia och regionen Murcia, i den sydöstra delen av landet, 400 km sydost om huvudstaden Madrid. Toppen på Cabezo Beaza är 133 meter över havet, eller 91 meter över den omgivande terrängen. Bredden vid basen är 2,5 km.
Terrängen runt Cabezo Beaza är platt åt nordväst, men åt sydost är den kuperad. Runt Cabezo Beaza är det tätbefolkat, med 331 invånare per kvadratkilometer. Närmaste större samhälle är Cartagena, 3,7 km sydväst om Cabezo Beaza. 